# Francesco Landini

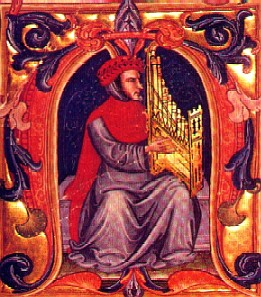
Landini mit Lorbeerkranz und Portativ (Illustration aus dem Squarcialupi-Codex)

Francesco Landini (* um 1325 in Fiesole bei Florenz; † 2. September 1397; auch Francesco Landino) war ein in Florenz tätiger Komponist, Organist, Sänger, Multiinstrumentalist und Dichter.

## Leben und Wirken
Francesco Landini wurde um 1325 in Fiesole bei Florenz als Sohn des Malers Jacopo del Casentino geboren. Er erblindete während seiner Kindheit aufgrund einer Pockenerkrankung. Von ihm sind über 150 Werke erhalten. Davon sind 141 Ballaten, von denen 92 zweistimmig, zwei sowohl zwei-als auch dreistimmig, und 47 dreistimmig gesetzt sind. Er gilt als größter Meister des Trecento-Madrigals. Landini war von 1365 bis 1397 Organist und Kaplan von San Lorenzo in Florenz, komponierte jedoch vorwiegend weltliche Musik. Nach Auskunft des Florentiner Chronik-Autors Filippo Villani, dessen Liber de origine civitatis Florentiae als biographische Hauptquelle zu Landini zu bezeichnen ist, beschäftigte sich Landini auch mit Astrologie, Ethik und Philosophie. Er verkörpert damit den für das 14. Jahrhundert typischen Komponisten, der sich selbst als intellektuelle Persönlichkeit begreift und ausdrückt, ganz im Gegensatz zu den früheren mittelalterlichen Komponisten, deren Persönlichkeit kaum greifbar wird. Anders als Frankreich, mit Paris ein anderes wichtiges musikalisches Zentrum der Zeit, gab es in Italien zahlreiche, von ihrer patrizischen Oberschicht regierte Stadtrepubliken. In den Stadtstaaten wie Venedig, Siena und Florenz diskutierten vermögende und gebildete Bürger, Künstler und Gelehrte miteinander, wie es beispielsweise in Boccaccios Decamerone zum Ausdruck kommt. In seinem Werk Il Paradiso degli Alberti lässt Giovanni Gherardi da Prato die örtlichen litterati – Ärzte, Philosophen, Mathematiker und Theologen – miteinander diskutierten und dem Orgelspiel Landinis lauschten, der herzzerreißend auf seinem Portativ spielte. Laut Filippo Villani gelang es ihm in einzigartiger Weise die menschliche Stimme mit dem Klang der Orgel zu verschmelzen. Er betätigte sich auch als Orgelstimmer und Instrumentenbauer.
In den 1360er Jahren soll Francesco Landini vom König von Zypern mit der corona laurea ausgezeichnet worden sein, dies zeigt auch eine Darstellung des bekränzten Musikers in einer Initiale, die die Landini-Kompositionen im Squarcialupi-Codex (f.121v) von 1415 einleitet.

## Werke
Erhalten sind zwölf zwei- und dreistimmige Madrigale, eine Caccia, mehr als 140 Ballaten, sowie einige wenige Messvertonungen.
Sammlungen von Landini-Werken finden sich in folgenden Manuskripten:
- Codex Panciatichiano (f.1-50)
- Codex Reina
- Codex Squarcialupi